# 北海

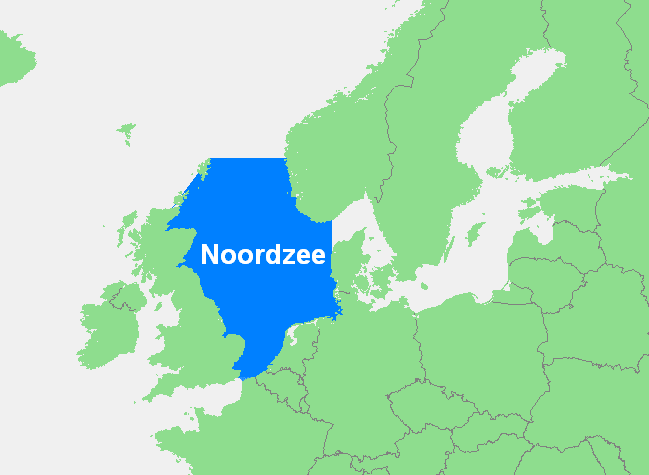

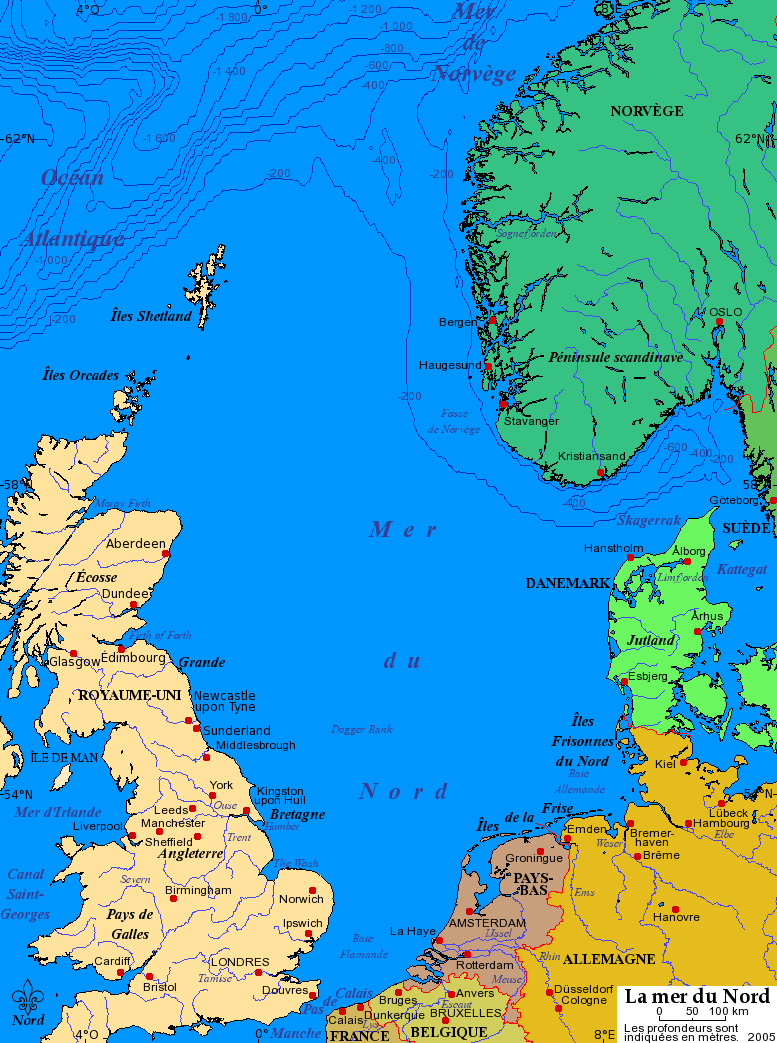
北海

北海（挪威語：Nordsjøen）是北大西洋的一部分，位于大不列颠岛以东，斯堪的納维亚半岛西南和欧洲大陆以北。北海海底有丰富的石油储藏，作為布蘭特原油指數的基礎。
北海向西南通过多佛尔海峡（法国称加来海峡）和英吉利海峡（法国称拉芒什海峡）与凯尔特海相通，向东通过斯卡格拉克海峡和卡特加特海峡与波罗的海相连，向北是挪威海。
斯凯尔特河、默兹河、莱茵河、威悉河、易北河和泰晤士河是注入北海的主要河流。重要的岛屿或群岛有北弗里西亚群岛、黑尔戈兰岛、东弗里西亚群岛和西弗里西亚群岛。
北海周边的国家有英国、挪威、丹麦、德国、荷兰、比利时和法国。重要城市有阿伯丁、爱丁堡、加来、奥斯坦、鹿特丹、海牙、哈勒姆、威廉港、不来梅哈芬、库克斯港、埃斯比约、卑尔根、哥德堡等等。此外伦敦、不来梅哈芬和汉堡是北海重要的内陆港城。

## 地理
北海的西邊是英國的奥克尼群岛及英國本士東岸，東邊和南邊是北歐及中歐等國，包括挪威、丹麦、德国、荷兰、比利时和法国，南邊在越過多佛爾海峽後，北海以英吉利海峡和大西洋相連，北海東邊以斯卡格拉克海峽及卡特加特海峽和波罗的海相連，海峽一邊是丹麦，另一邊是挪威和瑞典。北海的北邊有昔德蘭群島，和大西洋東北邊的挪威海相連
北海長超過970（600英里），寬超過580（360英里），總面積750,000平方（290,000平方英里），體積94,000立方（23,000立方英里）。在北海邊緣有許多島嶼及群島，包括设德兰群岛、奧克尼群島及弗里西亞群島。從歐洲大陸及不列顛群島有許多淡水流進北海英倫，大部份歐洲的河最後會流到北海及波罗的海。其中最大的河是易北河，最重要的河則是萊茵河-馬士河水體有約一億八千萬人住在流往北海的河流流域中，其中也包括一些高度工業化的地區 。

## 經濟

### 政治地位
北海周邊國家宣稱擁有12海浬的領海，各國對於該區域有排除他國的捕魚權利。而歐盟共同漁業政策協調各國捕魚權及歐盟國家間和歐盟國家與挪威間的爭端。

### 石油及天然氣

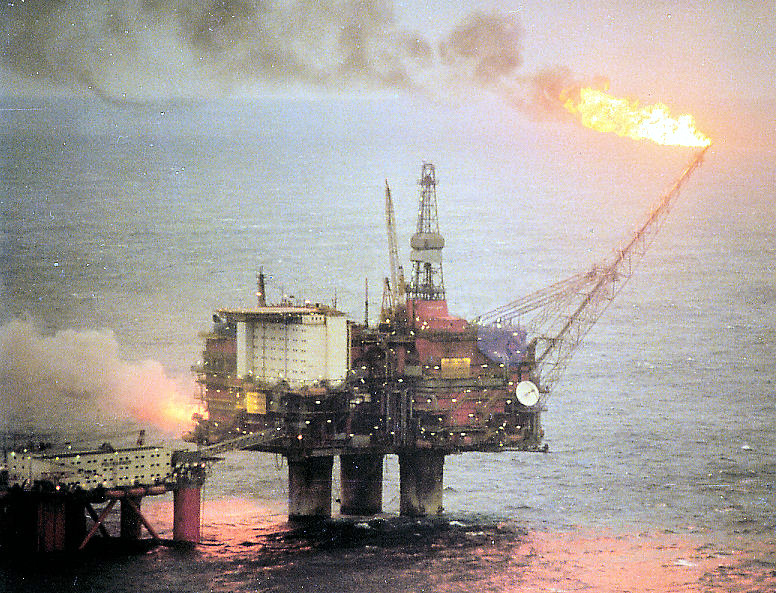
Statfjord的鑽油平台

早於1859年，在北海的沿岸地區已經發現了石油，而在1910年則發現了天然氣。自1966年，周邊的國家便開採石油及天然氣。
試鑽油井自1966年啟用，其後在1969年，菲利普斯石油公司發現Ekofisk油田，其中含有低硫的原油。1971年商業開發正式開始，以油輪運輸原油。1975年後，Ekofisk油田與英國的輸油管接通，到1977年輸油管伸延到德國。
1973年的石油危機之後，國際油價攀升使開採北海石油儲量更具有吸引力，自此以後石油公司大量投資開發北海油田。雖然生產成本相對較高，但油品品質高，周邊地區政治穩定，貼近西歐市場，使北海成為重要產油區。
除了Ekofisk的油田，Statfjord油田由於有第一條跨越挪威海溝的油管而聞名。北海最大的天然氣領域，巨魔（Troll）氣田，位於挪威海溝，設有一個深度超過300米（980英尺）的巨大Troll油井平台，抽取原油。
從北海中提取的布倫特原油，它的價格被視為世界標準價格之一。北海是西歐最大的石油和天然氣儲藏區，是世界非OPEC地區的主要產油區之一
。

### 漁業
北海是歐洲最大的渔场，在全球商業捕撈的魚量中超過5％，集中在南部沿海水域，主要是用拖網方式進行。1995年，在北海捕獲的魚類和貝類的總量約350萬公噸。除了魚，意外捕撈，被棄置的漁獲物每年約有100萬公噸。
近幾十年來，過度捕魚導致許多漁業活動不能持續、破壞海洋食物鏈和成本上升。當中鯡魚、鯖魚、鱈魚和鰈漁因為捕撈而可能很快大幅減少。現時已在北海進行歐盟共同漁業政策，當中的目標是盡量减少浪費魚類資源、減少棄魚對環境的影響、提高漁業生產力、穩定漁業和水產品加工的市場，並提供價格合理的魚給消費者。

### 旅遊業
北海沿海水域及海灘，例如比利時、荷蘭、德國和丹麥的海岸，是遊客熱門目的地。北海步道是連接北海周圍7個國家的長途步道。因為當地的強風，帆板和帆船成為流行運動。而在泥灘遠足、休閒垂釣和觀鳥等亦是其他受歡迎的活動之一。
北海沿岸的氣候條件，亦成為療養勝地。早在19世紀，旅客已經在北海沿岸的療養和休假。據說當地海風帶來的空氣、溫度、風、水和陽光，激活人體的防禦系統，改善血液循環，增強免疫系統的有益，並對癒合皮膚和呼吸道系統有幫助。

### 海運業
另見：北海港口名單
北海是非常重要的海上要點，並且是世界最繁忙的航道。鹿特丹是以貨物吞吐噸位計算下，歐洲最繁忙的港口，也是世界第四個最繁忙的港口，其他沿海主要港口包括：安特衛普（第16名）、漢堡（第27名），不來梅/費利克斯托及菲力斯杜港（二個都是30名）。
另一方面，漁船、船離岸產業、體育賽艇、遊艇以及從北海或波羅的海港口的上落的商船都使用到北海。當中多佛爾海峽每天都有超過400個商業船隻經過。北海沿岸亦連續無數的運河系統、河流、人工港口等，以方便交通。而連接北海與波羅的海的基爾運河，是世界使用最頻繁的人工航道，在2009年平均每天89船隻使用（不包括運動艇和其他小型船隻）。